# Archeophylla
Archeophylla là một chi rêu trong họ Pseudolepicoleaceae.